# Georg Wenzeslaus von Knobelsdorff
Georg Wenzeslaus von Knobelsdorff, barone di Knobelsdorff (Crossen, 17 febbraio 1699 – Berlino, 16 settembre 1753), è stato un architetto tedesco, noto per aver progettato il Sanssouci.

## Biografia
Fu dapprima soldato di carriera dell'esercito prussiano, ma, nel 1729, abbandonò il suo ruolo di capitano per dedicarsi alla sua vera passione, l'architettura.
Nel 1740 studiò a Parigi e in Italia e divenne amico del re Federico II di Prussia. Knobelsdorff fu influenzato dal classicismo francese e dal palladianesimo. Lavorò in principio a Rheinsberg, ove gettò le basi del futuro "rococò federiciano", in onore del re.
Fu anche un buon economista e lavorò alla corte reale come consigliere di finanza.